# Saint-Pompain

Saint-Pompain este o comună în departamentul Deux-Sèvres, Franța. În 2009 avea o populație de 915 de locuitori.